# FMRIB Software Library
La FMRIB Software Library (sigla FSL), che si può tradurre in italiano "libreria software per la risonanza magnetica funzionale", consiste in una serie di programmi che contengono strumenti per l'analisi delle immagini e programmi di statistica per l'analisi dei dati provenienti da immagini di risonanza magnetica funzionale, strutturale e di risonanza magnetica a tensore di diffusione.
Il programma FSL è disponibile sia come file binario pre-compilato che come codice sorgente disponibile sia per macOS che per i PC (Linux, Windows 10). Viene concesso gratuitamente per l'utilizzo non commerciale.

## Funzioni incorporate in FSL
| Functional MRI (Risonanza Magnetica Funzionale) | Functional MRI (Risonanza Magnetica Funzionale) |
| ----------------------------------------------- | --- |
| FEAT                                            | Analisi di fMRI basata su modelli con una interfaccia "GUI" facile ma potente: pre-processamento delle immagini (includente la correzione nel tempo delle ferre "slice timing correction", la correzione dei movimenti del paziente "MCFLIRT" ed il sistema di unwarping "PRELUDE+FUGUE EPI"); Analisi delle serie nel tempo col GLM "FILM" preceduto dal "prewhitening"; registratura d'immagini per immagini spaziali strutturali o standard; ed effetti di analisi dei gruppi generalizzati servendosi di effetti mescolati di analisi dei gruppi utilizzando tecniche d'inferenza bayesiana avanzate. |
| MELODIC                                         | Analisi di FMRI che prescinde da modelli, dato che utilizza procedure definite "Analisi delle componenti indipendenti" (PICA). MELODIC stima automaticamente il numero di sorgenti interessanti di rumore e di segnale nei dati anche perché il "modello di rumore" associato, è in grado di assegnare significanze ("valori-p") alle mappe spaziali che vengono ricostruite. |
| FLOBS                                           | Generazione di funzioni base HRF ottimali e di stime di attivazione bayesiana. |
| SMM                                             | Spatial Mixture Modelling - Modellazione di Miscele Spaziali - test di ipotesi alternative utilizzando la modellazione di miscele di istogrammi con la regolarizzazione spaziale della classificazione in attivazione e non-attivazione. |
| MRI Strutturale                                 | |
| BET / BET2                                      | Brain Extraction Tool - Strumento per l'Estrazione Cerebrale - che segmenta (separa) il cervello dal non-cervello in dati strutturali e funzionali, e fornisce una modellazione delle superfici del cranio e dello scalpo. |
| SUSAN                                           | Riduzione del rumore non-lineare. |
| FAST                                            | FMRIB's Automated Segmentation Tool - Strumento di Segmentazione Automatico - esegue la segmentazione del cervello (in diversi tipi di tessuto) e fa correzioni del campo di bias (bias field correction). |
| FLIRT                                           | FMRIB's Strumento di Registratura delle immagini Lineare - redistratura lineare inter e intra modale. |
| FUGUE                                           | Risolve le distorsioni geometriche nelle immagini EPI utilizzando mappe del campo B0. |
| SIENA                                           | Analisi del cambiamento strutturale del cervello, per poter stimare l'atrofia cerebrale. |
| MRI in Diffusione                               | |
| FDT                                             | Strumenti per la Diffusione della FMRIB - strumenti per la ricostruzione dei parametri di diffusione di basso livello e per la trattografia probabilistica. |
| TBSS                                            | Tract-Based Spatial Statistics (parte degli strumenti di FMRIB per l'analisi delle immagini in diffusione) - analisi in base ai voxel (voxelwise) dei dati di diffusione in più soggetti. |
| Altri strumenti                                 | |
| Inference                                       | Diversi strumenti di inferenza/soglia, che includono: Randomise (attrezzo basato sulla permutazione per la determinazione della soglia statistica non-parametrica), Cluster (determinazione della soglia basato su gruppi che utilizza la teoria GRF per l'inferenza), FDR (false discovery rate inference), Glm (una interfaccia grafica per l'utente che serve a creare matrici di modello di design). |
| FSLView                                         | Strumento interattivo per mostrare dati in 3D e 4D. |
| AVWUTILS                                        | Miscelanea di dispositivi per convertire e processare immagini. |

## Storia e sviluppo
FSL è stato scritto e viene portato avanti principalmente dai componenti del FMRIB (Functional Magnetic Resonance Imaging of the Brain) Analysis Group, sito nell'Università di Oxford, in Inghilterra. La prima versione del software FSL è uscita nel 2000; di solito in ogni è uscita una nuova versione. Il FMRIB Analysis Group viene finanziato principalmente dai concili di ricerca del EPSRC e del Medical Research Council del Regno Unito.